# 게오르게스 J. F. 쾰러
게오르게스 잔 프란츠 쾰러(독일어: Georges Jean Franz Köhler, 1946년 4월 17일 ~ 1995년 3월 1일)는 독일의 생물학자이다. 1984년에 면역체계의 특이적 발달과 조절 이론, 단일클론항체 생산 원리에 대한 연구로 닐스 카이 예르네, 세사르 밀스테인과 함께 노벨 생리학·의학상을 수상했다.

## 수상 경력
- 1981년 : 가드너 국제상
- 1984년 : 앨버트 래스커 기초 의학 연구상
- 1984년 : 노벨 생리학·의학상

## 참고 문헌
- G. Köhler & C. Milstein (1975). “Continuous cultures of fused cells secreting antibody of predefined specificity”. 《Nature》 256 (5517): 495–7. Bibcode:1975Natur.256..495K. doi:10.1038/256495a0. PMID 1172191.
- István Hargittai (2006). “Köhler's Invention”. 《Journal Structural Chemistry》 17 (1): 161–162. doi:10.1007/s11224-006-9042-0.
- Melchers, F (1995). “Georges Köhler (1946-95)”. 《Nature》 374 (6522) (1995년 4월 6일). 498면. doi:10.1038/374498a0. PMID 7700372.
- Danon, Y L (1996). “[Monoclonal antibodies: George Kohler]”. 《Harefuah》 130 (2) (1996년 1월 15일). 108–9면. PMID 8846970.